# 中微子速度的测量
中微子速度的测量是验证狭义相对论的一种方式，也是测定中微子质量的一种方式。天文学领域对此的研究通常为观察从远处同时发出的中微子和光子是否同时到达地球。地面上的研究通常涉及使用同步的时钟来测量中微子的运动时间，以及将中微子的速度与别的粒子的速度比较。
由于中微子已被确认具有质量，根据狭义相对论，动能在MeV到GeV标度的中微子的速度应小于光速。已进行的测量将误差的上限限定在在大约10-9，或者十亿分之几。从误差范围内考虑，这基本上是没有误差。